# Jackie DiNorscio
Giacomo "Jackie" DiNorscio (20 de Juny, 1940 – 14 de Novembre, 2004), conegut habitualment com a fat Jack, fou un membre de la branca de Nova Jersey i més tard les famílies del crim de Lucchese. Prèviament, es va associar amb la família de Bruno. DiNorscio va morir a 64 anys d'una insuficiència hepàtica, prop del final del rodatge de la pel·lícula Find Me Guilty, que va retratar la seva participació com el seu propi advocat als Estats Units, famós per ser el judici federal més llarg de la història (21 mesos). Aquest assaig es va dur a terme mentre DiNorscio ja estava empresonat per càrrecs de drogues per separat. Va ser sentenciat en última instància no culpable (igual que els seus companys acusats) després d'una deliberació sorprenentment curta del jurat. Després del judici, DiNorscio va tornar a la presó; va ser posat en llibertat el 23 de novembre de 2002, després de complir 17 anys i mig d'una condemna de 30 anys.

## Procés RICO
Durant la dècada de 1980, amb l'aplicació de la llei RICO als Estats Units va començar una operació per descobrir i enjudiciar totes les activitats del crim organitzat a la zona nord de Nova Jersey. Després d'un període de quatre anys de llarga investigació finalment van ser portats prop de 20 membres de la branca de Jersey. Accetturo va ser portat de la de Florida, els germans Taccetta van ser detinguts a Newark, i altres 17 membres coneguts van ser portats a judici per 76 testaferros i corrupció segons la llei d'organitzacions (RICO). Aquests càrrecs d'activitat criminal van afirmar que la família Lucchese participava en la usura, extorsió, apostes il·legals, blanqueig de diners, el tràfic de drogues, incendis, robatoris, així com l'assassinat i conspiració per cometre assassinat. A la fi de 1986 i principis de 1987, va començar el judici. Durant el judici, DiNorscio va passar a acomiadar al seu advocat i representar-se a si mateix durant tot el judici. Tot i que no va ser popular entre els Accetturo i els Taccetta, es va dir de DiNorscio d'haver "encantat el jurat"; ja que l'assaig va acabar en 1988, dels acusats van ser absolts vint, amb una gran quantitat de suport atribuït "a la personalitat agradable" demostrada per DiNorscio, ja que ell va representar-se a si mateix contra els càrrecs. Els fiscals es van sorprendre, però s'afirma que després del judici, la banda de Jersei va continuar just on l'havien deixat en les seves empreses criminals abans del judici RICO.

## Cine i mort
Referències de Jackie en el món cinematogràfic, són poques, de moment. Algun exemple és la interpretació de Vin Diesel fent el paper de Jackie, en la comèdia jurídica dirigida per Sidney Lumet, estrenada el 2006. La pel·lícula fa diverses referències a la llei RICO (Racketeer Influenced Corrupt Organizations) votada als Estats Units l'any 1970. El verdader Giacomo "Jackie" DiNorscio va morir durant el rodatge de la pel·lícula, amb 64 anys a causa d'una insuficiència hepàtica, i fou enterrat al cementiri de Hollywood país unit a Nova Jersey, (EUA).

Pòster de la pel·lícula Find Me Guilty.

- Find Me Guilty (pel·lícula)